# 三科真澄
三科 真澄（みしな ますみ、1982年3月12日 - ）は、神奈川県茅ヶ崎市出身の女子ソフトボール選手（内野手）・指導者。元ルネサス高崎所属。元ソフトボール日本代表。アテネオリンピック銅メダリスト、北京オリンピック金メダリスト。

## 経歴
神奈川県茅ヶ崎市出身。茅ヶ崎市立北陽中学校、神奈川県立厚木商業高等学校を卒業。
2004年アテネオリンピック銅メダリスト。2008年北京オリンピック金メダリスト。
2009年12月、現役引退を発表。
2010年4月、東京国際大学に新たに設けられた女子ソフトボール部の監督に就任した。東京国際大学ではアテネオリンピックの日本代表監督であり、ルネサス高崎のシニアアドバイザーでもあった宇津木妙子とまたもコンビを組むこととなった。
2018年、ビックカメラ高崎ビークイーンのコーチに就任。

## 詳細情報

### 日本リーグ個人表彰
- 2000年 - 新人賞（野手）
- 2001年 - ベストナイン賞（遊撃手）
- 2005年 - 本塁打王（4本）
- 2006年 - 本塁打王（4本）
- 2008年 - 本塁打王（5本）、ベストナイン賞（遊撃手）

### 受賞歴
- 紫綬褒章（2008年）[3]
- 茅ヶ崎市民栄誉賞（2008年）[4][5]

## 書籍・DVD
- 『ソフトボール守備の極意』（トレンドアクア社）JAN： 4582404811650
- 『ソフトボール打撃・走塁の極意』（トレンドアクア社）JAN： 4582404811643